# ナディFC
ナディFC（英語: Nadi F.C.）は、フィジーの都市ナンディに本拠を置くサッカークラブである。設立は1937年。OFCに所属し、プリンス・チャールズ・パークをホームタウンとしている。1999年度のオセアニアクラブ選手権決勝で、サウス・メルボルンFCに5-1で敗れるが、準優勝を果たした。

## タイトル

### 国内タイトル
- リーグ：9回

1978, 1980, 1981, 1982, 1983, 1985, 1998, 2000, 2015

## 歴代所属選手
- バットラム・スリ 2001